# Reinhard Adlmannseder
Reinhard Adlmannseder (* 13. April 1943 in Ried im Innkreis) ist ein österreichischer Maler, Grafiker und Kunsterzieher.

## Leben
Er studierte von 1961 bis 1967 an der Akademie der bildenden Künste Wien bei Gerda Matejka-Felden und Robin Christian Andersen und schloss mit dem Diplom für Malerei und Lehramt ab. Er stellt seine Werke seit 1968/1969 im In- und Ausland im Rahmen von Einzel- und Gemeinschaftsausstellungen aus und nahm an mehreren Künstlersymposien teil. Adlmannseder ist Mitglied des Oberösterreichischen Kunstvereins sowie der Künstlervereinigung MAERZ.
Er lebt und arbeitet in Ried im Innkreis, wo er als Obmann des Kulturvereins KiK (Kultur im Keller) in Kooperation mit anderen Institutionen und Kulturinitiativen in der Region sowie mit Schulkooperationsprojekten dem kulturellen Erziehungsauftrag nachkam und 2008 für den Verein den Kulturpreis des Landes Oberösterreich für initiative Kulturarbeit entgegennahm.

## Sonstiges

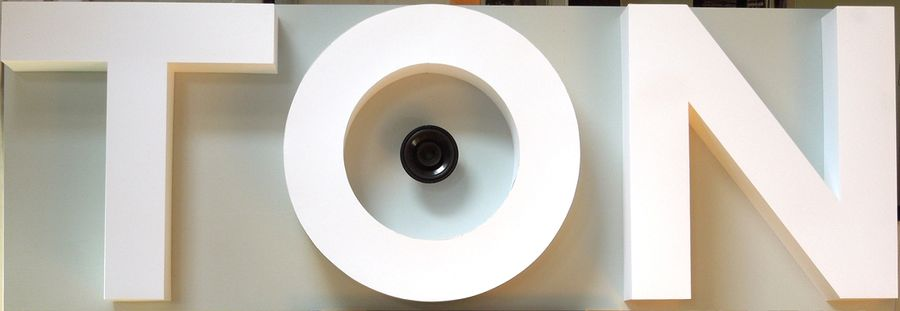
TONPAPIERTON, Dokumente einer Begegnung, Reinhard Adlmannseder

- Claus Bruno Schneider (* 1945 in Klaffer am Hochficht) produzierte begleitende Filme zu den Werken Adlmannseders.